# Tomoa Narasaki
Tomoa Narasaki (en japonés: 楢崎智亜, Narasaki Tomoa; Utsunomiya, 22 de junio de 1996) es un deportista japonés que compite en escalada, especialista en las pruebas de bloques y combinada.
Ganó cinco medallas en el Campeonato Mundial de Escalada entre los años 2016 y 2023. Participó en los Juegos Olímpicos de Tokio 2020, ocupando el cuarto lugar en la prueba combinada.

## Palmarés internacional
| Campeonato Mundial | Campeonato Mundial | Campeonato Mundial | Campeonato Mundial |
| Año                | Lugar              | Medalla            | Prueba             |
| ------------------ | ------------------ | ------------------ | ------------------ |
| 2016               | París (Francia)    | Medalla de oro     | Bloques            |
| 2019               | Hachioji (Japón)   | Medalla de oro     | Bloques            |
| 2019               | Hachioji (Japón)   | Medalla de oro     | Combinada          |
| 2021               | Moscú (Rusia)      | Medalla de plata   | Bloques            |
| 2023               | Berna (Suiza)      | Medalla de bronce  | Combinada          |